# Sternoppia reticulata
Sternoppia reticulata är en kvalsterart som beskrevs av Balogh och Sandór Mahunka 1969. Sternoppia reticulata ingår i släktet Sternoppia och familjen Sternoppiidae. Inga underarter finns listade i Catalogue of Life.